# Kvasiv, Horohiv
Kvasiv (în ucraineană Квасів) este localitatea de reședință a comunei Kvasiv din raionul Horohiv, regiunea Volînia, Ucraina.

## Demografie
Componența lingvistică a localității Kvasiv
     Ucraineană (100%)
Conform recensământului din 2001, toată populația localității Kvasiv era vorbitoare de ucraineană (100%).